# Wheeleria ivae
Wheeleria ivae là một loài bướm đêm thuộc họ Pterophoridae. Nó được tìm thấy ở Ba Tư cũ, Tiểu Á, Syria và Liban.
Ấu trùng ăn Stachys iva.